# 請問您今天要來點兔子嗎？ (動畫)
《請問您今天要來點兔子嗎？》是由日本漫畫家Koi所創作的同名漫畫作品改編的電視動畫。
作品獲改編成同名电视動畫，第1季於2014年4月10日至2014年6月26日播放，第2季於2015年10月10日至12月26日播放。2016年9月25日，电视动画制作方公布，新作动画特别篇将在电影院上映。特別篇動畫《請問您今天要來點兔子嗎？？ 〜Dear My Sister〜》於2017年11月11日上映。
在2018年9月16日于八王子市举行的特别活动“DMS Tea Party”宣布，2019年推出新作OVA，2020年播出电视动画第3季。OVA於2019年9月26日发售，标题為《请问您今天要来点兔子吗？？ 〜Sing For You〜》；電視動畫第3季於2020年10月10日開播，標題為《請問您今天要來點兔子嗎？ BLOOM》。
2013年11月，於Manga Time Kirara MAX 2014年1月号宣布改編為電視動畫，是繼《加奈日記》、《黃金拼圖》後，同雜誌第3個改編為電視動畫的連載作品。廣告標語為「全部都很可愛。」（すべてが、かわいい。）、「混合的只有可愛。」（かわいさだけを、ブレンドしました。）。2014年4月至6月，電視動畫第1季播出。動畫版從心愛尋找住宿的場景開始，與原作開始時，心愛已在Rabbit House工作有所不同。
2015年1月，於Megami MAGAZINE 2015年3月号宣布制作電視動畫第2季，動畫官方網站等隨後更新。
2015年6月28日，宣布電視動畫第2季定名《請問您今天要來點兔子嗎？？》（ご注文はうさぎですか??）。10月至12月，動畫播出。SUN電視台及KBS京都播出第1季時安排在深夜時段，第2季則安排在黃金時段，與TOKYO MX同時間播放。第2季的廣告標語為「可愛混合，要再來一杯嗎？」（かわいいブレンド、おかわりいかがですか?）、「全部都很可愛，從今往後亦如此。」（すべてがかわいい、これからも。）。
2018年9月16日，於「請問您今天要來點兔子嗎？？ 〜Dear My Sister〜」特別活動「DMS Tea Party」宣布，2019年發售新作OVA，2020年制作電視動畫第3季。
2020年3月19日，於《Manga Time Kirara MAX》2020年5月号宣布，電視動畫第3季定名《請問您今天要來點兔子嗎？ BLOOM》，於10月至12月播出。
在2025年3月1日舉行的「電視動畫《請問您今天要來點兔子嗎？》10週年紀念特別活動 Rabbit House Talk Party 2025」上，宣布了將製作新作動畫。

## 概要
《請問您今天要來點兔子嗎？》在2014年3月10日宣佈動畫於2014年4月10日播出。2015年1月30日发售的《Megami MAGAZINE》同年3月号公布了电视动画第2季的制作决定，预定于同年10月开始播放，标题为《请问您今天要来点兔子吗？？》。動畫以製作委員會方式，第1季由NBC環球娛樂、芳文社、創通、SHOWGATE、Frontier Works、Ray等公司統籌制作，第2季的制作委员会成员则是NBC環球娛樂、芳文社、博報堂DY Music & Pictures、Frontier Works、武士道、AT-X、i0plus和Ray。负责動畫製作的公司是WHITE FOX，第2季開始则由Kinema Citrus和White Fox联合制作。動畫的監督是曾經參與制作《打工吧！魔王大人》、《Code Geass 反叛的魯路修》的动画师橋本裕之，剧本统筹是曾經參與過《彩雲國物語》及《怪物王女》等作品的劇本家筆安一幸，人物設計由奧田陽介負責，音樂由作曲家川田瑠夏负责，音效指导为明田川仁。
叡山電鐵配合動畫的宣傳，將叡山電鐵700系電聯車掛上特製銘板，列車於2014年4月17日到6月30日期間行駛，同時在2014年5月1日在出町柳車站、修學院車站以及鞍馬車站發行紀念月台票。

## 製作
|            | 第1季                                      | 第2季                                      | 第3季                                      |
| ---------- | ------------------------------------------ | ------------------------------------------ | ------------------------------------------ |
| 原作       | Koi（芳文社「Manga Time Kirara MAX」連載） | Koi（芳文社「Manga Time Kirara MAX」連載） | Koi（芳文社「Manga Time Kirara MAX」連載） |
| 監督       | 橋本裕之                                   | 橋本裕之                                   | 橋本裕之                                   |
| 系列構成   | 筆安一幸                                   | 筆安一幸                                   | 筆安一幸                                   |
| 人物設定   | 奥田陽介                                   | 奥田陽介                                   | 奥田陽介                                   |
| 道具設定   | 深川可純                                   | 今村望                                     |                                            |
| 總作画監督 | 奥田陽介（第1季第3集 - ）                  | 奥田陽介（第1季第3集 - ）                  | 澀谷秀、伊藤雅子 井本由紀                  |
| 總作画監督 | 佐佐木貴宏                                 |                                            | 澀谷秀、伊藤雅子 井本由紀                  |
| 美術監督   | 平柳悟                                     | 平柳悟                                     | 春日礼兒                                   |
| 美術設定   | 兒玉陽平                                   | 兒玉陽平                                   |                                            |
| 美術設定   | 藤井祐太                                   | 平九郎                                     |                                            |
| 色彩設計   | 佐藤美由紀                                 | 佐藤美由紀                                 | 佐藤美由紀                                 |
| 攝影監督   | 峰岸健太郎                                 | 峰岸健太郎                                 | 竹澤裕一                                   |
| 3D導演     | 秋元央                                     | 越田祐史                                   | 山本祐希江                                 |
| 編輯       | 高橋歩                                     | 高橋歩                                     | 高橋歩                                     |
| 音響監督   | 明田川仁                                   | 明田川仁                                   | 明田川仁                                   |
| 音樂       | 川田瑠夏                                   | 川田瑠夏                                   | 川田瑠夏                                   |
| 音樂製作人 | 西村潤                                     | 西村潤                                     |                                            |
| 音樂制作   | NBC環球娛樂                                | NBC環球娛樂                                |                                            |
| 製作人     | 小倉充俊、小林宏之                         | 小倉充俊、小林宏之                         |                                            |
| 製作人     | 岩佐岳                                     |                                            |                                            |
| 動畫製作人 | 吉川綱樹                                   | 小笠原宗紀                                 |                                            |
| 動畫制作   | WHITE FOX                                  | WHITE FOX                                  | ENCOURAGE FILMS                            |
| 動畫制作   | KINEMA CITRUS                              |                                            | ENCOURAGE FILMS                            |
| 製作       | 請問您今天要來點 製作委員會嗎？            | 請問您今天要來點 製作委員會嗎？？          | 請問您今天要來點 BLOOM製作委員會嗎？       |

NBC環球娛樂與WHITE FOX曾共同製作其他作品，後決定繼續合作，將本作改編為動畫。
在制作主任加藤晋一朗的強烈推薦下，本作由橋本裕之執導，這也是他首次擔任動畫監督。他表示，製作時注意情節連貫性，令作品擺脫4格漫画感覺。
系列構成曾有數名人選，最後在曾任《超級索尼子》監督的川村賢一推薦下，決定由筆安一幸負責。考慮到若團隊全是男性，視點會偏向男性角度，故決定由井上美緒擔任副編劇，增添女性視角。第1季中，井上曾負責青山Blue Mountain登場集數（第6集、第9集），第2季就負責萌香登場的第5集、第6集。在第1季製作的商討階段，橋本已想好結局方式，故最終集由他編劇，而第2季的最終集亦為監督自己編劇。

## 流行語
第1季播映時，網上出現名為（啊＾〜我的心蹦蹦地跳啊＾〜）的流行語，獲「動畫流行語大賞2014」第4名。這詞語並非作中台詞，而是愛好者將片頭曲「Daydream café」歌詞最初的（心蹦蹦跳）與其他網絡迷因合成後傳播的流行語。2015年4月25日、26日的「niconico超會議2015」動畫區設有活動，挑戰者需要綁上跑道的笨豬跳繩，大喊，嘗試取到抱枕。第2季播出後，又有人換上新片頭曲「別隨意拋在腦後！」的歌詞，改成（あぁ＾〜我的心抛抛的啊＾〜），排入「動畫流行語大賞2015」 前幾名。

## 音樂
《請問您今天要來點兔子嗎？》第1季動畫的片頭曲主題是《白日夢咖啡店》（Daydream café）由飾演五位主要人物的聲優佐倉綾音、水瀨祈、種田梨沙、佐藤聰美以及內田真禮以Petit Rabbit's的名義主唱，作词由女性音樂家畑亞貴負責；作曲和編曲由作曲家大久保薰負責。第1集到第11集的片尾曲主題是《Poppin Jump♪》（ぽっぴんジャンプ♪）由飾演香風智乃的水瀨祈、條河麻耶的德井青空以及奈津惠的村川梨衣以小豆隊的名義主唱，作詞由填詞人うらん負責；作曲由作曲家木村有希負責，而編曲由音樂作家やしきん負責。第12集的片尾曲《日常裝飾》（日常デコレーション），由飾演五位主要人物的聲優所主唱，作詞由負責；作曲由作曲家大隅知宇負責；編曲由大久保薰負責。片頭曲與片尾曲收錄在各自的同名專輯之後，於2014年5月28日販售。
動畫的原聲帶以《請問您今天要來點兔子嗎？Original Sound Track》的名義發行，專輯包含《白日夢咖啡店》以及《Poppin Jump♪》鋼琴演奏版本在內的48首動畫所使用的背景音樂。
此外，動畫推出過多張角色單曲，每片單曲都由兩到三位女主角的聲優擔任主唱，第一張專輯是由佐倉綾音與水瀨祈所主唱，第二張專輯是由佐倉綾音與種田梨沙所主唱，兩張專輯於2014年6月20日同時發售。第三張專輯是由佐藤聰美與內田真禮所主唱，第四張專輯由種田梨沙與內田真禮所主唱，兩張專輯於2014年7月24日同時發售。而所有的角色單曲皆收錄在2014年8月27日發行專輯中。

### 第1季
片頭曲
白日夢咖啡店（Daydream café）
作詞：畑亞貴，作曲、編曲：大久保薰
主唱：Petit Rabbit's（佐倉綾音、水瀨祈、種田梨沙、佐藤聰美、內田真禮）
片尾曲
Poppin Jump♪（第1集—第11集）
作詞：うらん，作曲：木村有希，編曲：やしきん
主唱：智麻惠隊（小豆队）（水瀨祈、德井青空、村川梨衣）
日常裝飾（第12集）
作詞：，作曲：大隅知宇，編曲：大久保薰
主唱：Petit Rabbit's（佐倉綾音、水瀨祈、種田梨沙、佐藤聰美、內田真禮）

### 第2季
片頭曲
別隨意拋在腦後！
作詞、作曲：畑亞貴，編曲：大久保薰
主唱：Petit Rabbit's（佐倉綾音、水瀨祈、種田梨沙、佐藤聰美、內田真禮）
片尾曲
呯呯心跳不已♪（第1集—第10集）
作詞：，作曲：大隅知宇，編曲：千葉"naotyu-"直樹
主唱：智麻惠隊（小豆队）（水瀨祈、德井青空、村川梨衣）
隱隱約約的未來（第12集）
作詞：畑亞貴，作曲、編曲：ツキダタダシ
主唱：Petit Rabbit's（佐倉綾音、水瀨祈、種田梨沙、佐藤聰美、內田真禮）

### 第3季
片頭曲

作詞：畑亞貴，作曲、編曲：大久保薰
主唱：Petit Rabbit's（佐倉綾音、水瀨祈、種田梨沙、佐藤聰美、內田真禮）
第1集作片尾曲使用。
片尾曲
（第2集—第11集）
作詞：畑亞貴，作曲、編曲：大隅知宇
主唱：智麻惠隊（小豆队）（水瀨祈、德井青空、村川梨衣）
（第12集）
作詞：畑亞貴，作曲、編曲：木村有希
主唱：Petit Rabbit's（佐倉綾音、水瀨祈、種田梨沙、佐藤聰美、內田真禮）

## 劇集

### 總覽
| 季數 | 集数 | 集数 | 首播日期       | 首播日期       |
| 季數 | 集数 | 集数 | 首映           | 季终           |
| ---- | ---- | ---- | -------------- | -------------- |
| 1    | 12   | 12   | 2014年4月10日  | 2014年6月26日  |
| 2    | 12   | 12   | 2015年10月10日 | 2015年12月26日 |
| 3    | 12   | 12   | 2020年10月10日 | 2020年12月26日 |

### 列表
| 集數                                  | 標題                                | 劇本                                | 分鏡                                | 演出                                | 作畫監督                                                                                            | 總作畫監督                          | 首播日期                            | 片尾插畫                            | 改編自原作                          |                                     |                                     |                                     |                                     |                                     |                                     |                                     |                                     |                                     |                                     |                                     |                                     |                                     |                                     |                                     |
| 第1季：《請問您今天要來點兔子嗎？》   | 第1季：《請問您今天要來點兔子嗎？》 | 第1季：《請問您今天要來點兔子嗎？》 | 第1季：《請問您今天要來點兔子嗎？》 | 第1季：《請問您今天要來點兔子嗎？》 | 第1季：《請問您今天要來點兔子嗎？》                                                                 | 第1季：《請問您今天要來點兔子嗎？》 | 第1季：《請問您今天要來點兔子嗎？》 | 第1季：《請問您今天要來點兔子嗎？》 | 第1季：《請問您今天要來點兔子嗎？》 | 第1季：《請問您今天要來點兔子嗎？》 | 第1季：《請問您今天要來點兔子嗎？》 | 第1季：《請問您今天要來點兔子嗎？》 | 第1季：《請問您今天要來點兔子嗎？》 | 第1季：《請問您今天要來點兔子嗎？》 | 第1季：《請問您今天要來點兔子嗎？》 | 第1季：《請問您今天要來點兔子嗎？》 | 第1季：《請問您今天要來點兔子嗎？》 | 第1季：《請問您今天要來點兔子嗎？》 | 第1季：《請問您今天要來點兔子嗎？》 | 第1季：《請問您今天要來點兔子嗎？》 | 第1季：《請問您今天要來點兔子嗎？》 | 第1季：《請問您今天要來點兔子嗎？》 | 第1季：《請問您今天要來點兔子嗎？》 | 第1季：《請問您今天要來點兔子嗎？》 |
| ------------------------------------- | ----------------------------------- | ----------------------------------- | ----------------------------------- | ----------------------------------- | --------------------------------------------------------------------------------------------------- | ----------------------------------- | ----------------------------------- | ----------------------------------- | ----------------------------------- | ----------------------------------- | ----------------------------------- | ----------------------------------- | ----------------------------------- | ----------------------------------- | ----------------------------------- | ----------------------------------- | ----------------------------------- | ----------------------------------- | ----------------------------------- | ----------------------------------- | ----------------------------------- | ----------------------------------- | ----------------------------------- | ----------------------------------- |
| 第1隻                                 |                                     | 筆安一幸                            | 橋本裕之                            | 橋本裕之                            | 奧田陽介                                                                                            | 不適用                              | 2014年4月10日                       | 原悠衣Cloba·U半泽香织               | 第1、2話                            |                                     |                                     |                                     |                                     |                                     |                                     |                                     |                                     |                                     |                                     |                                     |                                     |                                     |                                     |                                     |
| 第2隻                                 |                                     | 筆安一幸                            | 江口大輔                            | 江口大輔                            | 兵渡勝                                                                                              | 不適用                              | 2014年4月17日                       | 和遥                                | 第3—5話                             |                                     |                                     |                                     |                                     |                                     |                                     |                                     |                                     |                                     |                                     |                                     |                                     |                                     |                                     |                                     |
| 第3隻                                 |                                     | 筆安一幸                            | 田中雄一                            | 荒井省吾                            | 佐藤天昭 中田正彥                                                                                   | 奥田陽介                            | 2014年4月24日                       | 牛木義隆卷                          | 第6—8話                             |                                     |                                     |                                     |                                     |                                     |                                     |                                     |                                     |                                     |                                     |                                     |                                     |                                     |                                     |                                     |
| 第4隻                                 |                                     | 井上美緒                            | - 小林公二 - 大島緣                 | 小林公二                            | 大島緣                                                                                              | 奥田陽介                            | 2014年5月1日                        | 小路步奈津馆川真子                  | - 第9話 - 第11話 - 第10話           |                                     |                                     |                                     |                                     |                                     |                                     |                                     |                                     |                                     |                                     |                                     |                                     |                                     |                                     |                                     |
| 第5隻                                 |                                     | 筆安一幸                            | 川面真也                            | 松村政輝                            | 木宮亮介                                                                                            | 奥田陽介                            | 2014年5月8日                        | 三上小又GAN俊悟                     | - 第15話 - 第17話                   |                                     |                                     |                                     |                                     |                                     |                                     |                                     |                                     |                                     |                                     |                                     |                                     |                                     |                                     |                                     |
| 第6集                                 |                                     | 井上美緒                            | 西森章                              | 土屋浩幸                            | 富永詠一 竹田直樹                                                                                   | 奥田陽介                            | 2014年5月15日                       | Neet吉野贝                          | - 第19話 - 第20話 - 第22話部分      |                                     |                                     |                                     |                                     |                                     |                                     |                                     |                                     |                                     |                                     |                                     |                                     |                                     |                                     |                                     |
| 第7隻                                 | Call Me Sister.                     | 筆安一幸                            | 及川啟                              | 中山敦史                            | 瀨尾康博                                                                                            | 奥田陽介                            | 2014年5月15日                       | Kaduho津留崎優鹤崎贵大              | - 第13話 - 第18話 - 第21話          |                                     |                                     |                                     |                                     |                                     |                                     |                                     |                                     |                                     |                                     |                                     |                                     |                                     |                                     |                                     |
| 第8隻                                 |                                     | - 筆安一幸 - 井上美緒               | 細田直人                            | 小林公二                            | 奈須一裕 池上太郎 兵渡勝 木宮亮介 臼田美夫 吉井弘幸                                                 | 奥田陽介                            | 2014年5月22日                       | 泰                                  | - 第12話 - 第24話                   |                                     |                                     |                                     |                                     |                                     |                                     |                                     |                                     |                                     |                                     |                                     |                                     |                                     |                                     |                                     |
| 第9隻                                 | 青山Slump Mountain                  | 井上美緒                            | 田中雄一                            | 荒井省吾                            | 深川可純 稻吉朝子                                                                                   | 奥田陽介                            | 2014年5月29日                       | 藤枝雅琴慈魔太郎                    | - 第23話 - 第25話                   |                                     |                                     |                                     |                                     |                                     |                                     |                                     |                                     |                                     |                                     |                                     |                                     |                                     |                                     |                                     |
| 第10隻                                |                                     | 筆安一幸                            | 益山亮司                            | 益山亮司                            | 中田正彥                                                                                            | 奥田陽介                            | 2014年6月5日                        | 涼香比村奇石酷教信徒                | - 第28話 - 第29話                   |                                     |                                     |                                     |                                     |                                     |                                     |                                     |                                     |                                     |                                     |                                     |                                     |                                     |                                     |                                     |
| 第11隻                                |                                     | 井上美緒                            | 川面真也                            | 土屋浩幸                            | 池田有 井元一彰                                                                                     | 奥田陽介                            | 2014年6月12日                       | 川井真琴Hisasi                      | - 第3卷開頭 - 第38話                |                                     |                                     |                                     |                                     |                                     |                                     |                                     |                                     |                                     |                                     |                                     |                                     |                                     |                                     |                                     |
| 第12隻                                |                                     | 橋本裕之                            | 橋本裕之                            | 橋本裕之                            | 木宮亮介 兵渡勝 中田正彥 池上太郎 中村和久 （ 日语 ： 中村和久） 池田有 武藤信宏 大高美奈 田中一真 奈須一裕 | 奥田陽介                            | 2014年6月26日                       | KoiTachiHarikamo                    | - 第2卷開頭 - 第26話 - 第39話       |                                     |                                     |                                     |                                     |                                     |                                     |                                     |                                     |                                     |                                     |                                     |                                     |                                     |                                     |                                     |
| 第2季：《請問您今天要來點兔子嗎？？》 |                                     |                                     |                                     |                                     | |                                     |                                     |                                     |                                     |                                     |                                     |                                     |                                     |                                     |                                     |                                     |                                     |                                     |                                     |                                     |                                     |                                     |                                     |                                     |
| 第1隻                                 |                                     | 筆安一幸                            | 橋本裕之                            | 橋本裕之                            | 佐佐木貴宏                                                                                          | 奥田陽介                            | 2015年10月10日                      | Peco相崎                            | - 第14話 - 第36話                   |                                     |                                     |                                     |                                     |                                     |                                     |                                     |                                     |                                     |                                     |                                     |                                     |                                     |                                     |                                     |
| 第2隻                                 |                                     | 筆安一幸                            | 武藤信宏                            | 篠原正寬                            | 武藤信宏                                                                                            | 奥田陽介                            | 2015年10月17日                      | 笹森U35                             | - 第31話 - 第35話                   |                                     |                                     |                                     |                                     |                                     |                                     |                                     |                                     |                                     |                                     |                                     |                                     |                                     |                                     |                                     |
| 第3隻                                 | 旋轉舞蹈傳說鴨子隊                  | 筆安一幸                            | 孫承希                              | 孫承希                              | 櫻井拓郎 白川茉莉 安田祥子 山村俊了 清水勝祐                                                        | 奥田陽介                            | 2015年10月24日                      | 中山幸菅野真奈美                    | - 第36話 - 第47話                   |                                     |                                     |                                     |                                     |                                     |                                     |                                     |                                     |                                     |                                     |                                     |                                     |                                     |                                     |                                     |
| 第4隻                                 |                                     | 筆安一幸                            | - 孫承希 - 小島正幸                 | 飯村正之                            | Lee Duk Ho Kim Jeong Eun                                                                            | 佐佐木貴宏                          | 2015年10月31日                      | 溝口凱吉Nilitsu                     | 第41、42話                          |                                     |                                     |                                     |                                     |                                     |                                     |                                     |                                     |                                     |                                     |                                     |                                     |                                     |                                     |                                     |
| 第5隻                                 |                                     | - 筆安一幸 - 井上美緒               | 柳沼和良                            | 篠原正寬                            | 田中一真 永吉隆志 武藤信宏 竹田直樹                                                                 | 奥田陽介                            | 2015年11月7日                       | Choboraunyopomi                     | 第43話                              |                                     |                                     |                                     |                                     |                                     |                                     |                                     |                                     |                                     |                                     |                                     |                                     |                                     |                                     |                                     |
| 第6隻                                 |                                     | - 筆安一幸 - 井上美緒               | 博史池畠                            | 博史池畠                            | 油谷陽介 杉本幸子 仁井學 川妻智美 錦見樂 今田茜 松尾亞希子 永吉隆志                                 | 佐佐木貴宏                          | 2015年11月14日                      | 八重樫南Fly                         | 第44、45話                          |                                     |                                     |                                     |                                     |                                     |                                     |                                     |                                     |                                     |                                     |                                     |                                     |                                     |                                     |                                     |
| 第7隻                                 |                                     | 筆安一幸                            | - 飯村正之 - 小島正幸               | 鎌田祐輔                            | 成川多加志 安形佳己 森山雄治                                                                        | 奥田陽介                            | 2015年11月21日                      | 黑田bb晴濑浩贵                      | - 第30話 - 第37話                   |                                     |                                     |                                     |                                     |                                     |                                     |                                     |                                     |                                     |                                     |                                     |                                     |                                     |                                     |                                     |
| 第8隻                                 | 隱密的跟踪狂的跟踪故事              | 筆安一幸                            | 山崎光惠                            | 荒井省吾                            | Lee Duk Ho Kim Jeong Eun Cha Sang Hoon 油谷陽介                                                     | - 奥田陽介 - 佐佐木貴宏             | 2015年11月28日                      | 029                                 | - 第46話 - 第34話                   |                                     |                                     |                                     |                                     |                                     |                                     |                                     |                                     |                                     |                                     |                                     |                                     |                                     |                                     |                                     |
| 第9隻                                 |                                     | 筆安一幸                            | 田中雄一                            | 今村望                              | 安田祥子 齊藤大輔 松本 小川浩司 楠木智子 輿石曉 白川茉莉 櫻井拓郎 清水勝祐                          | 奥田陽介                            | 2015年12月5日                       | kashmirTiv                          | - 第33話 - 第49話                   |                                     |                                     |                                     |                                     |                                     |                                     |                                     |                                     |                                     |                                     |                                     |                                     |                                     |                                     |                                     |
| 第10隻                                | 尋找E的日常                         | 筆安一幸                            |                                     |                                     | 武本大介 山村俊了                                                                                   | 奥田陽介                            | 2015年12月12日                      | 左                                  | - 第48話 - 第50話                   |                                     |                                     |                                     |                                     |                                     |                                     |                                     |                                     |                                     |                                     |                                     |                                     |                                     |                                     |                                     |
| 第11隻                                |                                     | 筆安一幸                            | 入江泰浩                            | 入江泰浩                            | Lee Duk Ho Cha Sang Hoon 齊藤大輔 安田祥子                                                          | - 奥田陽介 - 佐佐木貴宏             | 2015年12月19日                      | 藤真拓哉小川麻衣子                  | 第51、52話                          |                                     |                                     |                                     |                                     |                                     |                                     |                                     |                                     |                                     |                                     |                                     |                                     |                                     |                                     |                                     |
| 第12隻                                |                                     | 橋本裕之                            | 橋本裕之                            | 橋本裕之                            | 石川健朝 永吉隆志 山本幸子 伊藤雅子 油谷陽介 錦見樂                                                 | - 奥田陽介 - 佐佐木貴宏             | 2015年12月26日                      | Koi火曜                             | - 第53話 - 第40話                   |                                     |                                     |                                     |                                     |                                     |                                     |                                     |                                     |                                     |                                     |                                     |                                     |                                     |                                     |                                     |
| 第3季：《請問您今天要來點兔子嗎？ BLOOM》                           |                                     |                                     |                                     |                                     | |                                     |                                     |                                     |                                     |                                     |                                     |                                     |                                     |                                     |                                     |                                     |                                     |                                     |                                     |                                     |                                     |                                     |                                     |                                     |
| 第1隻                                 | 微笑咖啡廳的魔法使                  | 筆安一幸                            | 橋本裕之                            | 橋本裕之                            | 伊藤雅子 澀谷秀                                                                                     | - 澀谷秀 - 伊藤雅子 - 井本由紀      | 2020年10月10日                      | Uchino Maiko                        | - 第54話 - 第62話                   |                                     |                                     |                                     |                                     |                                     |                                     |                                     |                                     |                                     |                                     |                                     |                                     |                                     |                                     |                                     |
| 第2隻                                 |                                     | 井上美緒                            | 篠原正寬                            | 篠原正寬                            | 澀谷秀                                                                                              | - 澀谷秀 - 伊藤雅子 - 井本由紀      | 2020年10月14日                      |                                     | - 第55話 - 第59話                   |                                     |                                     |                                     |                                     |                                     |                                     |                                     |                                     |                                     |                                     |                                     |                                     |                                     |                                     |                                     |
| 第3隻                                 | 全世界都是我的經驗值                | 筆安一幸                            | 篠原正寬                            | 篠原正寬                            | 鎌田均 山本恭平 Kim Ki-nam                                                                          | - 澀谷秀 - 伊藤雅子                 | 2020年10月27日                      |                                     | - 第63話 - 第64話前半               |                                     |                                     |                                     |                                     |                                     |                                     |                                     |                                     |                                     |                                     |                                     |                                     |                                     |                                     |                                     |
| 第4隻                                 |                                     | 筆安一幸                            | - 愛敬亮太 - 篠原正寛               | 徐傳峰                              | 細田沙織 小澤圓 Production Foch                                                                     | 澀谷秀                              | 2020年10月31日                      | 40原                                | - 第64話後半 - 第65話               |                                     |                                     |                                     |                                     |                                     |                                     |                                     |                                     |                                     |                                     |                                     |                                     |                                     |                                     |                                     |
| 第5隻                                 |                                     | 井上美緒                            | 追崎史敏                            | 居村雄馬                            | 井本由紀                                                                                            | - 伊藤雅子 - 澀谷秀                 | 2020年11月7日                       | 伊藤                                | - 第60話後半 - 第69話               |                                     |                                     |                                     |                                     |                                     |                                     |                                     |                                     |                                     |                                     |                                     |                                     |                                     |                                     |                                     |
| 第6隻                                 |                                     | 井上美緒                            | 望月智充                            | 山本陽介                            | 森悅史 平馬浩司                                                                                     | - 伊藤雅子 - 澀谷秀                 | 2020年11月14日                      | 加川壹互                            | - 第66話 - 第70話                   |                                     |                                     |                                     |                                     |                                     |                                     |                                     |                                     |                                     |                                     |                                     |                                     |                                     |                                     |                                     |
| 第7隻                                 |                                     | 筆安一幸                            | 篠原正寛                            | 江福仁美                            | 長橋研太 角谷知美 細田沙織                                                                          | - 伊藤雅子 - 澀谷秀                 | 2020年11月21日                      | 千葉鞍                              | 第71、72話                          |                                     |                                     |                                     |                                     |                                     |                                     |                                     |                                     |                                     |                                     |                                     |                                     |                                     |                                     |                                     |
| 第8隻                                 |                                     | 井上美緒                            | 森健                                | 葛西良信                            | 柳瀨讓二                                                                                            | - 伊藤雅子 - 澀谷秀                 | 2020年11月28日                      |                                     | - 第68話 - 第73話                   |                                     |                                     |                                     |                                     |                                     |                                     |                                     |                                     |                                     |                                     |                                     |                                     |                                     |                                     |                                     |
| 第9隻                                 |                                     | 井上美緒                            | 追崎史敏                            | 徐傳峰                              | 齋藤香織 平馬浩司                                                                                   | - 伊藤雅子 - 澀谷秀                 | 2020年12月5日                       |                                     | - 第81話 - 第74話                   |                                     |                                     |                                     |                                     |                                     |                                     |                                     |                                     |                                     |                                     |                                     |                                     |                                     |                                     |                                     |
| 第10隻                                |                                     | 筆安一幸                            | 柳沼和良                            | 夕澄慶英！                          | 二宮奈那子 寒川步 佐藤史曉 和田清美 細田沙織 小針勇太 小嶋繪理佳 金子匡邦 野口啟生 東魚工作室       | - 伊藤雅子 - 澀谷秀                 | 2020年12月12日                      | 風白                                | - 第75話 - 第76話                   |                                     |                                     |                                     |                                     |                                     |                                     |                                     |                                     |                                     |                                     |                                     |                                     |                                     |                                     |                                     |
| 第11隻                                |                                     | 筆安一幸                            | 森健                                | 葛西良信                            | 柳瀨讓二 寒川步 佐藤史曉 Xie Mei 戴虎 陸華 金田 東魚工作室                                          | - 伊藤雅子 - 澀谷秀                 | 2020年12月19日                      |                                     | 第77、78話                          |                                     |                                     |                                     |                                     |                                     |                                     |                                     |                                     |                                     |                                     |                                     |                                     |                                     |                                     |                                     |
| 第12隻                                |                                     | 橋本裕之                            | 森健                                | - 篠原正寬 - 橋本裕之               | 寒川步 佐藤史暁 細田沙織 平馬浩二 大泉彌七 吉野麥 錦織成 鳥山冬美 Lee Se Jong Oh Seung Hun          | - 伊藤雅子 - 澀谷秀                 | 2020年12月26日                      | Koi                                 | 第79、80話                          |                                     |                                     |                                     |                                     |                                     |                                     |                                     |                                     |                                     |                                     |                                     |                                     |                                     |                                     |                                     |

## 播放電視台
日本国外透過Crunchyroll、bilibili等播出。2016年7月，AbemaTV的「深夜動畫頻道」一次過播出全系列所有集數。及後亦時有第1季、第2季及特別動畫（Dear My Sister）的一次過播放安排。2017年5月7日（6日深夜），NHK BS Premium播出第1、10、12集，配有動畫評論員藤津亮太的解說。
在niconico動画，本作的官方動畫在一眾電視動畫中人氣異常之高，可免費觀看的第1集在第2季上架前已有超過500万次播放及100万條彈幕。歷經3年10個月後，2018年2月19日，播放數突破1,000万次。

### 日本國內
第1季動畫在2014年4月10日至2014年6月26日在日本全國獨立放送協議會的三家電視台及AT-X、BS11等電視台播放，同時在萬代頻道進行網路播放。
 日本深夜動畫：下文記載的日本国内播放時間使用日本標準時間（UTC+9）表示。因為部分時間标识會採用30小时制，因此請留意这类超过24:00的时间，其實際播放時間為翌日清晨。
| 播放地區 | 播放電視台 | 播放日期                | 播放時間（UTC+9）        | 所屬聯播網 | 備註             |
| 第1季    | 第1季      | 第1季                   | 第1季                    | 第1季      | 第1季            |
| -------- | ---------- | ----------------------- | ------------------------ | ---------- | ---------------- |
| 東京都   | TOKYO MX   | 2014年4月10日—6月26日   | 星期四 22時30分—23時00分 | 獨立UHF局  |                  |
| 兵庫縣   | SUN電視台  | 2014年4月10日—6月26日   | 星期四 24時30分—25時00分 | 獨立UHF局  |                  |
| 京都府   | KBS京都    | 2014年4月10日—6月26日   | 星期四 25時00分—25時30分 | 獨立UHF局  |                  |
| 愛知縣   | 愛知電視台 | 2014年4月10日—6月26日   | 星期四 26時05分—26時35分 | 東京電視網 |                  |
| 日本全國 | AT-X       | 2014年4月11日—6月27日   | 星期五 23時30分—24時00分 | 衛星電視   | 有重播           |
| 日本全國 | BS11       | 2014年4月14日—6月30日   | 星期一 24時00分—24時30分 | 衛星電視   | 「ANIME+」節目   |
| 日本全國 | 萬代頻道   | 2014年5月21日—7月2日    | 星期三 12時00分更新      | 網路電視   | 第1至6集同時上架 |
| 第2季    |            |                         |                          |            |                  |
| 東京都   | TOKYO MX   | 2015年10月10日—12月26日 | 星期六 22:30—23時00分    | 獨立UHF局  |                  |
| 兵庫縣   | SUN電視台  | 2015年10月10日—12月26日 | 星期六 22:30—23時00分    | 獨立UHF局  |                  |
| 京都府   | KBS京都    | 2015年10月10日—12月26日 | 星期六 22:30—23時00分    | 獨立UHF局  |                  |
| 日本全國 | AT-X       | 2015年10月10日—12月26日 | 星期六 21時30分—22時00分 | 衛星電視   | 有重播           |
| 日本全國 | BS11       | 2015年10月13日—12月29日 | 星期二 25時00分—25時30分 | 衛星電視   |                  |
| 第3季    |            |                         |                          |            |                  |
| 東京都   | TOKYO MX   | 2020年10月10日—         | 星期六 22時00分—22時30分 | 獨立UHF局  |                  |
| 兵庫縣   | SUN電視台  | 2020年10月10日—         | 星期六 22時30分—23時00分 | 獨立UHF局  |                  |
| 京都府   | KBS京都    | 2020年10月10日—         | 星期六 23時00分—23時30分 | 獨立UHF局  |                  |
| 日本全國 | AT-X       | 2020年10月10日—         | 星期六 21時30分—22時00分 | 衛星電視   | 有重播           |
| 日本全國 | BS11       | 2020年10月10日—         | 星期六 22時00分更新      | 衛星電視   |                  |
| 日本全國 | AbemaTV    | 2020年10月10日—         | 星期六 22時00分更新      | 網路電視   |                  |

| 日本 TOKYO MX 星期四 22:30-23:00 節目 | 日本 TOKYO MX 星期四 22:30-23:00 節目             | 日本 TOKYO MX 星期四 22:30-23:00 節目 |
| ------------------------------------- | ------------------------------------------------- | ------------------------------------- |
|                                       | 請問你今天要來點兔子嗎? （2014年4月10日—6月26日） |                                       |
| 來自風平浪靜的明天                    | GLASSLIP                                          |                                       |

### 日本國外
臺灣
第1季與第2季皆由巴哈姆特動畫瘋、LINE TV（已下架）與LiTV 線上影視先後播出。
第3季由巴哈姆特動畫瘋與LiTV 線上影視播出。
目前全三期都可以於木棉花台灣YouTube頻道收看。
香港
第1季由Yahoo TV提供。
第2季2015年10月26日开始，于星期六23時00分，在Viu及手机应用中同步更新播出，後Yahoo TV亦提供點播。
第3季於木棉花香港YouTube頻道播映（澳門亦可觀看）。
中国大陆
第1季原本由腾讯视频提供，2016年9月15日將第1季播放權轉賣给bilibili。
第2季与第3季皆由bilibili提供。
新加坡
第1季与第2季由Netflix提供。
马来西亚
第3季将在TV3开播，并含有日语原音配马来語字幕播出。
北美
在Crunchyroll播出。
| 播放地區                         | 播放平台 | 播放日期                | 播放時間（UTC+8） | 字幕語言       | 備註   |
| -------------------------------- | --- | ----------------------- | ----------------- | -------------- | ------ |
| 東盟、印度、尼泊爾、孟加拉、不丹 | Muse Asia YouTube頻道 | 2020年10月10日—12月26日 | 星期六 22:00      | 簡體中文、英文 | [ 50 ] |
| 香港、澳門                       | 木棉花香港YouTube頻道 | 2020年10月10日—12月26日 | 星期六 22:00      | 繁體中文       | [ 51 ] |
| 台灣                             | 中華電信MOD、中嘉bb寬頻.bbTV、巴哈姆特動畫瘋、愛奇藝、myVideo 影音隨看、Hami Video 遠傳friDay影音、LiTV線上影視、KKTV、LINE TV、bilibili、木棉花台灣YouTube頻道 | 2020年10月10日—12月26日 | 星期六 22:00      | 繁體中文       | [ 52 ] |
| 中國                             | bilibili | 2020年10月10日—12月26日 | 星期六 22:00      | 簡體中文       |        |

## 藍光與DVD
動畫的販售使用藍光光碟以及DVD當作儲存媒介，每次發售收錄兩集，陸續於2014年6月20日至2014年11月27日販售。第1卷藍光光碟第2集產生壓制問題，導致特定時間點（44:12—44:15）會產生重複幀的情形發生，因此廠商決定回收更換修正版藍光光碟，並於7月11日開始重新發貨，並且將抽選期間延長。
| 枚數                         | 發售日期       | 收錄集數       | 聲音解說                                                                                    | 規格序號   | 規格序號  | 備註                                              |
| 枚數                         | 發售日期       | 收錄集數       | 聲音解說                                                                                    | 藍光初回版 | DVD初回版 | 備註                                              |
| 第1季                        | 第1季          | 第1季          | 第1季                                                                                       | 第1季      | 第1季     | 第1季                                             |
| ---------------------------- | -------------- | -------------- | ------------------------------------------------------------------------------------------- | ---------- | --------- | ------------------------------------------------- |
| 1                            | 2014年6月20日  | 第1集、第2集   | 第1集：佐倉綾音、水瀨祈、種田梨沙 第2集：速水獎、佐倉綾音、佐藤聰美                         | GNXA-1681  | GNBA-2281 |                                                   |
| 2                            | 2014年7月24日  | 第3集、第4集   | 第3集：佐藤聰美、内田真礼、種田梨沙 第4集：速水獎、佐倉綾音、水瀨祈                         | GNXA-1682  | GNBA-2282 |                                                   |
| 3                            | 2014年8月27日  | 第5集、第6集   | 第5集：水瀨祈、種田梨沙、佐藤聰美 第6集：速水獎、水瀨祈、德井青空、村川梨衣                 | GNXA-1683  | GNBA-2283 | 附送一個可以收納所有光碟的特製盒子                |
| 4                            | 2014年9月26日  | 第7集、第8集   | 第7集：水瀨祈、内田真礼、村川梨衣 第8集：速水獎、種田梨沙、内田真礼                         | GNXA-1684  | GNBA-2284 | 附送一個可以收納所有光碟的特製盒子（萬聖節款式）  |
| 5                            | 2014年10月22日 | 第9集、第10集  | 第9集：佐倉綾音、種田梨沙、早見沙織 第10集：速水獎、水瀨祈、德井青空、村川梨衣              | GNXA-1685  | GNBA-2285 |                                                   |
| 6                            | 2014年11月27日 | 第11集、第12集 | 第11集：佐倉綾音、種田梨沙、德井青空、村川梨衣 第12集：速水獎、佐倉綾音、佐藤聰美、早見沙織 | GNXA-1686  | GNBA-2286 | 附送收錄了活動「Rabbit House Tea Party2014」的DVD |
| BOX                          | 2016年12月21日 | 第1集、第12集  | 同各卷                                                                                      | GNXA-1688  | GNBA-2288 |                                                   |
| 第2季                        |                |                |                                                                                             |            |           |                                                   |
| 1                            | 2015年12月25日 | 第1集、第2集   |                                                                                             | GNXA-1771  | GNBA-2351 |                                                   |
| 2                            | 2016年2月14日  | 第3集、第4集   |                                                                                             | GNXA-1772  | GNBA-2352 |                                                   |
| 3                            | 2016年3月9日   | 第5集、第6集   |                                                                                             | GNXA-1773  | GNBA-2353 | 附送一個可以收納所有光碟的特製盒子                |
| 4                            | 2016年4月8日   | 第7集、第8集   |                                                                                             | GNXA-1774  | GNBA-2354 |                                                   |
| 5                            | 2016年5月2日   | 第9集、第10集  |                                                                                             | GNXA-1775  | GNBA-2355 | 附送收錄了活動「CHINO Birthday Party」的BD/DVD    |
| 6                            | 2016年6月3日   | 第11集、第12集 |                                                                                             | GNXA-1776  | GNBA-2356 |                                                   |
| BOX                          | 2017年12月22日 | 第1集、第12集  |                                                                                             | GNXA-1777  | GNBA-2357 |                                                   |
| 特別篇動畫（Dear My Sister） |                |                |                                                                                             |            |           |                                                   |
| 1                            | 2018年5月30日  | 全长60分钟     |                                                                                             | GNXA-1217  | GNBA-1457 |                                                   |
| OVA（Sing For You）          |                |                |                                                                                             |            |           |                                                   |
| 1                            | 2019年9月26日  | 全长25分钟     |                                                                                             | GNXA-1219  | GNBA-1459 |                                                   |
| 第3季                        |                |                |                                                                                             |            |           |                                                   |
| 1                            | 2020年12月25日 | 第1集、第2集   |                                                                                             | GNXA-1591  | GNBA-2361 |                                                   |
| 2                            | 2021年1月29日  | 第3集、第4集   |                                                                                             | GNXA-1592  | GNBA-2362 |                                                   |
| 3                            | 2021年2月26日  | 第5集、第6集   |                                                                                             | GNXA-1593  | GNBA-2363 |                                                   |
| 4                            | 2021年3月26日  | 第7集、第8集   |                                                                                             | GNXA-1594  | GNBA-2364 |                                                   |
| 5                            | 2021年4月28日  | 第9集、第10集  |                                                                                             | GNXA-1595  | GNBA-2365 |                                                   |
| 6                            | 2021年5月28日  | 第11集、第12集 |                                                                                             | GNXA-1596  | GNBA-2366 |                                                   |

## CD
| 發售日                       | 日文標題                                                                     | 中文標題                                                 | 規格序號                                    |
| 第1季                        | 第1季                                                                        | 第1季                                                    | 第1季                                       |
| ---------------------------- | ---------------------------------------------------------------------------- | -------------------------------------------------------- | ------------------------------------------- |
| 2014年5月28日                |                                                                              | 片頭曲 Daydream café                                     | GNCA-0330（初次限定版） GNCA-0331（普通版） |
| 2014年5月28日                |                                                                              | 片尾曲 Poppin Jump♪                                      | GNCA-0335                                   |
| 2014年6月20日                |                                                                              | 角色歌 1 心愛&智乃                                       | GNCA-0337                                   |
| 2014年6月20日                |                                                                              | 角色歌 2 心愛&理世                                       | GNCA-0338                                   |
| 2014年7月24日                |                                                                              | 角色歌 3 千夜&紗路                                       | GNCA-0339                                   |
| 2014年7月24日                |                                                                              | 角色歌 4 理世&紗路                                       | GNCA-0340                                   |
| 2014年8月27日                |                                                                              | 角色歌專輯 點兔混合                                      | GNCA-1418                                   |
| 2014年12月25日               |                                                                              | 請問您今天要來點兔子嗎? 原聲帶                           | GNCA-1389                                   |
| 2015年7月1日                 |                                                                              | 角色歌 寶箱的過山車                                      | GNCA-0390                                   |
| 2015年7月15日                |                                                                              | 角色歌 Pyon's Purin Purn                                 | GNCA-0391                                   |
| 2015年7月29日                |                                                                              | 角色歌 豐滿內心的事件                                    | GNCA-0392                                   |
| 2015年8月12日                |                                                                              | 角色歌 點兔DJ混合                                        | GNCA-1471                                   |
| 2016年12月21日               |                                                                              | 角色歌・精選專輯 order the songs                         | GNCA-1501                                   |
| 第2季                        |                                                                              |                                                          |                                             |
| 2015年11月11日               |                                                                              | 片頭曲 別隨意拋在腦後！                                  | GNCA-0400（初次限定版） GNCA-0401（普通版） |
| 2015年11月11日               |                                                                              | 片尾曲 呯呯心跳不已♪                                     | GNCA-0402                                   |
| 2015年11月25日               |                                                                              | 角色歌專輯 cup of chino                                  | GNCA-1475                                   |
| 2015年12月25日               |                                                                              | 請問您今天要來點兔子嗎?? 原聲帶                          | GNCA-1476                                   |
| 2016年8月27日                |                                                                              | 角色歌系列 01 心愛                                       | GNCA-0451                                   |
| 2016年8月27日                |                                                                              | 角色歌系列 02 理世                                       | GNCA-0452                                   |
| 2016年8月27日                |                                                                              | 角色歌系列 03 麻耶                                       | GNCA-0453                                   |
| 2016年9月28日                |                                                                              | 角色歌系列 04 紗路                                       | GNCA-0454                                   |
| 2016年9月28日                |                                                                              | 角色歌系列 05 惠                                         | GNCA-0455                                   |
| 2016年10月26日               |                                                                              | 角色歌系列 06 智乃                                       | GNCA-0456                                   |
| 2016年10月26日               |                                                                              | 角色歌系列 07 千夜                                       | GNCA-0457                                   |
| 2016年10月26日               |                                                                              | 角色歌系列 08 青山Blue Mountain&萌香                     | GNCA-0458                                   |
| 2016年11月25日               |                                                                              | 角色歌專輯 智麻惠進行曲                                  | GNCA-1500                                   |
| 2017年12月22日               |                                                                              | 角色歌・精選專輯 order the songs2                        | GNCA-1517                                   |
| 特别篇動畫（Dear My Sister） |                                                                              |                                                          |                                             |
| 2017年10月25日               |                                                                              | 角色歌 1 智麻惠隊&千麻惠隊                               | GNCA-0516                                   |
| 2017年11月11日               |                                                                              | 主題曲單曲 世界變成了咖啡廳                              | GNCA-0515                                   |
| 2017年11月22日               |                                                                              | 角色歌 2 心愛×智乃×理世&心愛×紗路                        | GNCA-0517                                   |
| 2017年12月6日                |                                                                              | 對唱歌曲專輯                                             | GNCA-1516                                   |
| 第2季                        |                                                                              |                                                          |                                             |
| 2018年8月15日                |                                                                              | 角色獨唱系列 01 心愛                                     | GNCA-0551                                   |
| 2018年8月29日                |                                                                              | 角色獨唱系列 02 紗路                                     | GNCA-0552                                   |
| 2018年9月12日                |                                                                              | 角色獨唱系列 03 萌香                                     | GNCA-0558                                   |
| 2018年9月26日                |                                                                              | 角色獨唱系列 04 青山Blue Mountain                        | GNCA-0554                                   |
| 2018年10月10日               |                                                                              | 角色獨唱系列 05 麻耶                                     | GNCA-0555                                   |
| 2018年10月24日               |                                                                              | 角色獨唱系列 06 惠                                       | GNCA-0556                                   |
| 2018年11月7日                |                                                                              | 角色獨唱系列 07 千夜                                     | GNCA-0557                                   |
| 2018年11月21日               |                                                                              | 角色獨唱系列 08 理世                                     | GNCA-0553                                   |
| 2018年12月5日                |                                                                              | 角色獨唱系列 09 智乃                                     | GNCA-0559                                   |
| 2018年12月19日               |                                                                              | 角色歌集成曲 點兔DJ混合2                                 | GNCA-1550                                   |
| 2019年2月14日                |                                                                              | 生日歌系列1 理世                                         | GNCA-0571                                   |
| 2019年3月13日                |                                                                              | 生日歌系列2 萌香                                         | GNCA-0572                                   |
| 2019年4月10日                |                                                                              | 生日歌系列3 心愛                                         | GNCA-0573                                   |
| 2019年7月15日                |                                                                              | 生日歌系列4 紗路                                         | GNCA-0574                                   |
| 2019年8月8日                 |                                                                              | 生日歌系列5 麻耶                                         | GNCA-0575                                   |
| 2019年9月19日                |                                                                              | 生日歌系列6 千夜                                         | GNCA-0576                                   |
| 2019年10月27日               |                                                                              | 生日歌系列7 青山Blue Mountain                            | GNCA-0577                                   |
| 2019年11月2日                |                                                                              | 生日歌系列8 惠                                           | GNCA-0578                                   |
| 2019年12月4日                |                                                                              | 生日歌系列9 智乃                                         | GNCA-0579                                   |
| OVA（Sing For You）          |                                                                              |                                                          |                                             |
| 2019年9月26日                |                                                                              | 印象歌 唱一首Payapoya旋律的歌                            | GNCA-0600                                   |
| 第3季                        |                                                                              |                                                          |                                             |
| 2020年4月22日                |                                                                              | 請問您今天要來點兔子嗎？？ Selection of April Fools' Day | GNCA-1566                                   |
| 2020年                       | [[lang\|ja\|ご注文はうさぎですか？バラードソングアルバム／Blend of Letters}} | 請問您今天要來點兔子嗎？抒情曲專輯／Blend of Letters     | GNCA-1567                                   |
| 2020年10月28日               |                                                                              | 片頭曲 天空自助餐廳                                      | GNCA-0620（初次限定版） GNCA-0621（普通版） |
| 2020年10月28日               |                                                                              | 片尾曲 好朋友!〇!好朋友!                                 | GNCA-0622                                   |
| 2020年11月21日               |                                                                              | 請問您今天要來點兔子嗎？ 重編&翻唱專輯                   | GNCA-1590                                   |
| 2020年12月25日               |                                                                              | 請問您今天要來點兔子嗎？BLOOM 原聲帶                     | GNCA-1599                                   |

## 電台節目
第1季
請問您今天要來點廣播嗎？（ご注文はラジオですか？），為第1個衍生電台節目，在網路電台音泉、HiBiKi Radio Station上發佈，主持為水瀨祈（智乃）和佐倉綾音（心愛）。包括第0回在內總共有17回。2014年3月26日—6月25日時每個星期三更新，2014年7月23日—9月24日時每月第4個星期三更新。
嘉賓
- #0（2014年3月26日） 種田梨沙（此回在東京國際展示場於2014年3月22日公開錄音，活動名為請問你今天要來點電台嗎？AJ Special（ご注文はラジオですか?AJスペシャル）
- #7（2014年5月14日） 内田真禮（紗路）
- #9（2014年5月28日） 佐藤聰美（千夜）
- #13（2014年6月25日） 早見沙織（青山Blue Mountain）
- #14（2014年7月23日） 種田梨沙（理世）

第2季
請問您今天要來點廣播嗎?？〜歡迎來到Rabbit House〜（ご注文はラジオですか??〜ラビットハウスへようこそ〜）是第2個衍生電台節目，在網路電台音泉、HiBiKi Radio Station上發佈，主持為水瀨祈和種田梨沙。在2015年9月30日—12月30日其間每個星期三更新，總共14回。
嘉賓
- #9（2015年11月25日）・#10（2015年12月2日）茅野愛衣（萌香）

第3季
請問您今天要來點廣播嗎?？智麻惠隊的Poporon廣播（ご注文はラジオですか?? 〜チマメ隊のポポロンラジオ〜）是第3個衍生電台節目，在電台文化放送上播出，主持為水瀨祈（智乃），德井青空（麻耶）和村川梨衣（惠），每次2人，每周輪替。在2016年7月2日—2017年12月31日期間逢星期日 2:00—2:30播出，2018年1月6日—3月31日期間逢星期六 20:30—21:00播出，2018年4月2日—6月25日期間逢星期一 21:00—21:30播出。
嘉賓
- #37（2017年3月11日）・#38（2017年3月18日）佐倉綾音（心愛）

第4期
請問您今天要來點廣播嗎?？〜WELCOME【兔・子！】〜（ご注文はラジオですか??〜WELCOME【う・さ！】〜）是第4個衍生電台節目，在電台文化放送上播出，主持為佐倉綾音（心愛），種田梨沙（理世），佐藤聰美（千夜），内田真禮（紗路），每次2人，每兩周更改一次，如果有嘉賓就會只有一個主持。在2018年7月2日—2019年3月25日期間，毎週一 21:00—21:30播出，2019年4月7日—2019年7月1日期間轉至毎週一 1:30—2:00，總共52回。
嘉賓
- #13（2018年9月24日）・#14（2018年10月1日）・#26（2018年12月24日）・#27（2018年12月31日）・#32（2019年2月4日）・#33（2019年2月11日）德井青空（麻耶）
- #17（2018年10月22日）・#18（2018年10月29日）・#34（2019年2月18日）・#35（2019年2月25日）・#48（2019年6月3日）・#49（2019年6月10日）村川梨衣（惠）
- #21（2018年11月19日）・#22（2018年11月26日）水瀨祈（智乃）

第5期
請問您今天要來點廣播嗎？BLOOM（ご注文はラジオですか?BLOOM）是第5個衍生電台節目，在網絡電台音泉及官方YouTube頻道上播出，主持每周隨機，每次2人。2020年7月7日起，每月更新一次，周二更新。
- 2014年：角色真實兔子化[j]
- 2015年：（魔法少女智乃）
- 2016年：（怪盜Lapin）
- 2017年：CHIMAME CHRONICLE
- 2018年：咖啡店偶像養成遊戲「Daydream☆SHOW Is the Order a Rabbit?」
- 2019年：CLOCKWORK RABBIT
- 2020年：Regene Play Rabbits
- 2021年：Seven Rabbits Sins（七大罪）
- 2022年：TAKE OUT BLUE BIRD
- 2023年：

## APP／流動應用程式
- 請問您今天要來點兔子嗎? fone（ご注文はうさぎですか？fone）2015年1月26日-2015年9月17日
- 點兔鬧鐘〜智乃篇〜（ごちうさアラーム〜チノ編〜）2015年3月4日發售、博報堂DY Music & Pictures，Gamegate
- 點兔鬧鐘〜紗路篇〜（ごちうさアラーム〜シャロ編〜）2015年12月8日發售、博報堂DY Music & Pictures，Gamegate
- 點兔鬧鐘〜理世篇〜（ごちうさアラーム〜リゼ編〜）2015年12月9日發售、博報堂DY Music & Pictures，Gamegate
- 點兔鬧鐘〜千夜篇〜（ごちうさアラーム〜千夜編〜）2015年12月15日發售、博報堂DY Music & Pictures，Gamegate
- 點兔鬧鐘〜心愛篇〜（ごちうさアラーム〜ココア編〜）2015年12月22日發售、博報堂DY Music & Pictures，Gamegate
- Line 點兔有聲貼圖（しゃべる ごちうさスタンプ）2015年8月12日發售、日本NBC環球娛樂，Gamegate
- Line 點兔有聲貼圖 第2套（しゃべる ごちうさスタンプ 第2弾）2018年2月21日發售、日本NBC環球娛樂，Gamegate
- 點兔〜智麻惠隊鬧鐘〜（ごちうさ〜チマメ隊アラーム〜）2018年5月30日發售、日本NBC環球娛樂，Gamegate
- Line 點兔有聲貼圖 智麻惠隊篇（しゃべる ごちうさスタンプ チマメ隊編） 2018年5月31日發售、日本NBC環球娛樂，Gamegate
- 請問您今天要來點兔子嗎?? 理世主題貼圖（ご注文はうさぎですか?? リゼスタンプ・着せかえ） 2019年2月14日發售、日本NBC環球娛樂，Gamegate
- 請問您今天要來點兔子嗎?? 心愛主題貼圖（ご注文はうさぎですか?? ココアスタンプ・着せかえ） 2019年4月10日發售、日本NBC環球娛樂，Gamegate
- 點兔月曆〜智乃篇〜（ごちうさカレンダー〜チノ編〜）2019年4月26日發售、日本NBC環球娛樂，Gamegate

## 愚人節企劃
自2014年4月1日起，官方網站上均會舉辦愚人節企劃，把官網的整體樣式改變，包括劇情和角色簡介，背景音樂等。自2016年起，還可以解迷，成功後可以獲得相關壁紙。

## 特別篇動畫
2016年9月25日，电视动画制作方公布，新作动画特别篇将在电影院上映。OVA《請問您今天要來點兔子嗎？？ 〜Dear My Sister〜》（ご注文はうさぎですか?? ～Dear My Sister～）於2017年11月11日上映。BD/DVD於2018年5月30日發售。
- 导演：橋本裕之
- 原案、编剧：Koi、橋本裕之
- 人物設計：奧田陽介
- 音樂：川田瑠夏
- 動畫製作：production doA

### 主题曲（Dear My Sister）

作詞 - 畑亚貴 / 作曲、編曲 - 大久保薫 / 歌 - Petit Rabbit's with beans（佐倉綾音、水濑祈、種田梨沙、佐藤聪美、内田真礼、德井青空、村川梨衣）

### 插入曲

作詞 - 畑亚貴 / 作曲 - 木村有希 / 編曲  - 川田瑠夏 / 歌 - Petit Rabbit's（佐倉綾音、水濑祈、種田梨沙、佐藤聪美、内田真礼）

### 反响
總票房預計3億8,000万日圓。作为当时只有40家影院上映的小范围上映作品，该片在最初的2017年11月11日至12日期間，以79,000人观看的成绩获得票房通讯社电影观众動員数排行榜的第4名，两天票房收入共1億200万日元；并在Pia的初日满意度排行榜中，以91.5的满意度排名第四。

## OVA
2018年9月16日举行的活动DMS Tea Party上宣布2019年发售新作OVA，2019年3月19日宣布标题为《请问您今天要来点兔子吗？？ 〜Sing For You〜》、秋季发售，5月17日宣布2019年9月26日发售。2019年9月8日，于新宿WALD 9电影院举行先行上映活动“歌姬爆诞”并在指定电影院实况转播。OVA动画制作公司继续为Dear My Sister时的production dóA。
- 导演：橋本裕之
- 编剧：筆安一幸
- 人物设计：奥田陽介
- 音乐：川田瑠夏
- 动画制作：production dóA

### 主题曲（Sing For You）

作詞 - 辻純更 / 作曲、編曲 - 川田瑠夏 / 歌 - 咲（水樹奈奈）、智乃（水濑祈）

### 劇中曲
「Hi Hi High♡」
作詞 - 高瀨愛虹 / 作曲、編曲 - 山口妙子 / 歌 - 紗路（內田真禮）

作詞 - 畑亞貴 / 作曲、編曲 - 溝口雅大 / 歌 - 千夜（佐藤聰美）

作詞 - 畑亞貴 / 作曲、編曲 - PandaBoY / 歌 - 理世（種田梨沙）、紗路（內田真禮）

作詞 - 辻純更 / 作曲、編曲 - 木村有希 / 歌 - 心愛（佐倉綾音）、千夜（佐藤聡美）

作詞 - 畑亜貴 / 作曲、編曲 - 大久保薫 / 歌 - 心愛（佐倉綾音）、智乃（水濑祈）、理世（種田梨沙）、紗路（內田真禮）、千夜（佐藤聡美）、麻耶（德井青空）、惠（村川梨衣）

作詞 - 磯谷佳江 / 作曲、編曲 - 多田彰文 / 歌 - 智乃（水瀨祈）、麻耶（德井青空）、惠（村川梨衣）、杉並兒童合唱團

### 印象歌曲

作詞 - 畑亚貴 / 作曲、編曲 - 大久保薰 / 歌 - Petit Rabbit's with beans（佐倉綾音、水濑祈、種田梨沙、佐藤聪美、内田真礼、德井青空、村川梨衣）

## 備註
1. ↑  DMS为此前特别篇动画标题中“Dear My Sister”的缩写。
2. ↑  SHOWGATE于2015年10月1日更名为博報堂DY Music & Pictures[17]。
3. ↑  NBC環球娛樂、芳文社、博報堂DY Music & Pictures、Frontier Works、Bushiroad、AT-X、io+、Ray。
4. ↑  首播与重播时各集片尾插画作者不尽相同。第1季部分从上至下依次为首播、BS11重播[37][38]和Tokyo MX重播[39][40]；第2季部分从上至下依次为首播和Tokyo MX重播[41][42]。
5. ↑  话数参照单行本，与杂志连载的顺序不完全相同。
6. ↑  第6集片尾列為筆安一幸單独編劇，但實際上是筆安一幸與井上美緒共同編劇[43]
7. ↑  的正確拼寫應為Stalking、Stalker，意為跟蹤、跟蹤者。面向英語市場的Crunchyroll版本譯作「Sneaking Stalking Stalker Story」[44]。因此标题译名的简体中文版不采用bilibili「Sneaking Stacking Staker Story」的错误翻译。
8. ↑  在《動物朋友》出現前，第1集期的播放次數一直是niconico動画的動畫區第1名。
9. ↑  因為藍光光碟通常都會進行作畫上的修正，而本次修正後在後製上產生了問題。
10. ↑  無正式標題。
11. ↑  动画中，德井青空配音条河麻耶（マヤ），村川梨衣配音奈津惠（メグ），两个角色日语爱称首字加起来为，即豆子之意，对应英语中的beans。
12. ↑  剧中未使用。

## 外部連結
- 《請問您今天要來點兔子嗎？》動畫官方網站 （页面存档备份，存于） （日語）
- 特別動畫《請問您今天要來點兔子嗎？？ 〜Dear My Sister〜》 官方網站 （页面存档备份，存于） （日語）
- OVA《請問您今天要來點兔子嗎？？ 〜Sing For You〜》 官方網站 （页面存档备份，存于） （日語）
- 電視動畫《請問您今天要來點兔子嗎？》的X（前Twitter） （日語）
- YouTube上的點兔官方頻道／請問您今天要來點兔子嗎？頻道 （日語）
- 請問您今天要來點兔子嗎？ (動畫)在動畫新聞網百科全書中的資料（英文）